# Йоргос Якумакіс
Йоргос Якумакіс (грец. Γιώργος Γιακουμάκης, нар. 9 грудня 1994, Іракліон, Греція) — грецький футболіст, нападник клубу «Атланта Юнайтед» і збірної Греції.

## Клубна кар'єра
Народився 9 грудня 1994 року в місті Іракліон. Вихованець футбольної школи клубу «Атсаленіос».
У дорослому футболі дебютував 2011 року виступами за команду цього ж клубу, в якій провів один сезон, взявши участь у 23 матчах чемпіонату. Більшість часу, проведеного у складі, був основним гравцем атакувальної ланки команди. У її складі був одним з головних бомбардирів, маючи середню результативність на рівні 0,35 голу за гру першості.
Своєю грою за цю команду привернув увагу представників тренерського штабу клубу «Платаніас», до складу якого приєднався 2012 року. Відіграв за клуб з Ханьї наступний сезон своєї ігрової кар'єри.
2014 року на правах оренди перейшов до клубу «Епіскопі». 
Того ж року повернувся до «Платаніаса», де провів наступні три роки.
До складу клубу АЕК приєднався 2017 року. 2018 року став чемпіоном Греції у складі команди, а наступного року був відданий в оренду до ОФІ.
Згодом 2020 року віддавався в оренду до польського «Гурника» (Забже), а пізніже того ж року уклав контракт з нідерландським «ВВВ-Венло».  У складі цієї команди у перших чотирьох матчах другого нідерландського дивізіону відзначився чотирма забитими голами.

## Виступи за збірну
2015 року залучався до складу молодіжної збірної Греції. На молодіжному рівні зіграв у 3 офіційних матчах.
З 2020 року грає за національну збірну Греції.
| Дата       | Місто     | Господарі  | Результат | Гості    | Турнір                               | Голи | Примітки |
| ---------- | --------- | ---------- | --------- | -------- | ------------------------------------ | ---- | -------- |
| 11-11-2020 | Афіни     | Греція     | 2 – 1     | Кіпр     | товариський матч                     | 1    |          |
| 15-11-2020 | Кишинів   | Молдова    | 0 – 2     | Греція   | Ліга націй УЄФА 2020-2021 - 1-й етап | -    | 79'      |
| 18-11-2020 | Афіни     | Греція     | 0 – 0     | Словенія | Ліга націй УЄФА 2020-2021 - 1-й етап | -    | 46'      |
| 25-3-2021  | Гранада   | Іспанія    | 1 – 1     | Греція   | Відбір до ЧС 2022                    | -    | 78' 83'  |
| 28-3-2021  | Салоніки  | Греція     | 2 – 1     | Гондурас | товариський матч                     | -    | 46'      |
| 31-3-2021  | Салоніки  | Греція     | 1 – 1     | Грузія   | Відбір до ЧС 2022                    | -    | 70' 71'  |
| 25-3-2022  | Бухарест  | Румунія    | 0 – 1     | Греція   | товариський матч                     | -    | 71'      |
| 28-3-2022  | Подгориця | Чорногорія | 1 – 0     | Греція   | товариський матч                     | -    | 61'      |
| Усього     |           | Матчів     | 8         |          | Голів                                | 1    |          |

## Досягнення

### Клубні
- Чемпіон Греції (1):

АЕК: 2017-18
- Чемпіон Шотландії (1):

«Селтік»: 2021-22
- Володар Кубка шотландської ліги (1):

«Селтік»: 2021-22
- Найкращий бомбардир Ередивізі (1):

ВВВ-Венло: 2020-21
- Переможець Кубка чемпіонів КОНКАКАФ (1):

«Крус Асуль»: 2025

### Особисті
- Найкращий бомбардир чемпіонату Шотландії (1):

«Селтік»: 2021-22